# Оберюхтин, Виктор Иванович
Виктор Иванович Оберюхтин (31 октября 1887—1963) — российский военный деятель.

## Биография
Сын чиновника Вятской губернии, получил домашнее образование. Начал службу в 1905 году. Окончил Казанское пехотное юнкерское училище в 1908-м году. Из училища выпущен подпоручиком в 215-й пехотный резервный Бузулукский полк. Позже служил в 186-м пехотном Асландузском полку. Окончил Императорскую Николаевскую военную академию в 1914; по 1-му разряду). По окончании академии приказом по Генштабу прикомандирован для испытания к штабу СПб ВО. Участник мировой войны. Старший адъютант штаба 3-й гвардейской пехотной дивизии (с 21.04.1915). В декабре 1917 года — начальник отделения управления генерала-квартирмейстера штаба Главнокомандующего армиями Западного фронта. Заведующий обучающимися в Николаевской военной академии (с февраля 1918). С апреля 1918 на службе в Красной армии. Прибыл в Казань 05.07.1918 для завершения учёбы в Академии Генерального штаба. Заведующий обучающимися в Академии Генштаба офицерами (01.08 — 06.08.1918).
Поступил на службу 06.08.1918 в антибольшевистские вооруженные формирования, был помощником начальника канцелярии военного ведомства правительства Самарского Комуча (с 13.09.1918). Начальник отдела снабжения Главного штаба (с 10.10.1918), затем — начальник организационного отдела (с 25.10.1918). Занимал пост генерал-квартирмейстера Западной армии войск А. В. Колчака (с 25.03.1919), Полковник (20.04.1919), затем — начальник штаба Западной (впоследствии 3-й) армии (22.06 — 10.10.1919), Московской группы армий Восточного фронта колчаковских войск (10.10 — 08.11.1919). Генерал-майор (12.09.1919). С 08.11.1919 по 04.01.1920 — начальник штаба Восточного фронта. Временно главнокомандующий армиями Восточного фронта (09.12.1919). Назначен инспектором школ и пополнений 11 декабря 1919 года. Попал в плен под Красноярском в январе 1920.
Арестован 03.02.1920 органами ЧК. Осужден 22.03.1920 Омской губЧК по обвинению за службу в белой армии к лишению свободы в концлагере с применением принудительных работ на 5 лет. Решением Сибревкома от 05.11.1920 восстановлен в правах командира РККА. Штатный заведующий обучающимися в Военной Академии РККА (с 20.07.1921). На 01.03.1923 помощник начальника Учебного Отдела Академии. После введения в РККА персональных воинских званий — полковник. В 1937 был арестован и осужден. В январе 1950-го был этапирован из тюрьмы Канска в посёлок Зимники, где «добровольно» записался на лесозаготовки. В 1952—1956 гг. находился в ссылке. Реабилитирован решением Президиума Мосгорсуда от 16.09.1957, вернулся в Москву, умер в начале августа 1963 года.

## Награды
- орден Св. Станислава 3-й ст. (08.05.1914);
- Св. Владимира 4-й ст. с мечами и бантом (ПАФ 20.05.1917);
- Георгиевское оружие (Постановление Петроградской Георгиевской Думы 15.12.1917).

## Сочинения
- Краткий исторический очерк событий Гражданской войны на востоке Европейской России и в Сибири (рукопись).
- Операция под Камбрэ в 1917 г. — М., 1937.
- Барановичи. 1916 г. Военно-исторический очерк. — М., 1935.